# Lucky Luciano
Charles "Lucky" Luciano (født Salvatore Lucania den 24. november 1897, død 26. januar 1962) var en indflydelsesrig gangster, kriminel bagmand og chef for diverse kriminelle organisationer primært i USA. Luciano var grundlægger af forbryderorganisationen The Commission og anses at være grundlæggeren af moderne organiseret kriminalitet i USA. Han var også det første officielle overhoved i den kriminelle organisation Genovese-familien. Han var en af de drivende kræfter i udviklingen af den ligeledes kriminelle organisation National Crime Syndicate.
Luciano blev i 1936 stillet for retten for at have stået bag omfattende menneskehandel (tvangsprosititution), og det lykkedes anklageren Thomas E. Dewey at få kendt Luciano skyldig og idømt mellem 30 og 50 års fængsel. Under 2. verdenskrig lykkedes det dog Luciano gennem sin tidligere kompagnon Meyer Lansky at opnå en aftale med den amerikanske flåde om at udføre efterretningsarbejde for US Navy, og efter krigen blev Luciano benådet og i 1946 deporteret til Italien som en fri mand uden for USA.

## Opvækst
Salvatore Lucania blev født den 24. november 1897 i Lercara Friddi på Sicilien i Italien.
Faderen arbejdede i en svovlmine på Sicilien og var meget opsat på at emigrere til Amerika. I april 1906, da Luciano var ni år gammel, emigrerede familien til USA, hvor de slog sig ned på Manhattan i Lower East Side, der husede mange italienske immigranter. Da han var 14 år gik Luciano ud af skolen og fik arbejde med at levere hatte, hvilket indbragte ham syv dollars om ugen. Da han vandt 244 dollars i et spil terninger opgav han arbejdet og begyndte at tjene penge på gaden. Her startede han sin egen bande og blev medlem af "Five Points Gang", en kriminel organisation med irske rødder i New York. Gennem Five Points Gang mødte Luciano flere af de kommende amerikanske mafialedere, herunder Vito Genovese og Frank Costello. I modsætning til andre gadebander, der primært beskæftigede sig med småkriminalitet, tilbød Luciano beskyttelse til unge jøder mod italienske og irske bander. Omkring 1. verdenskrig, hvor Luciano også bedrev rufferi, mødte han Meyer Lansky, der skulle blive hans forretningspartner og nære ven.

## Forbudstiden og de tidligere 1920'ere
Da den amerikanske regering i 1920 indførte forbud mod alkohol, så hasardspilleren Arnold "The Brain" Rothstein straks en indbringende forretningsmulighed i salg af det nu ulovlige alkohol. Rothstein grundlagde derfor en forretning, hvor Luciano, Costello og Genovese med Rothsteins finansiering smuglede alkohol til amerikanske smugkroer. Sideløbende hermed i 1920 blev Luciano rekrutteret af bandelederen Joe Masseria fra Lower Manhattan til at være en af hans revolvermænd.
Rothstein fungerede som mentor for Luciano og lærte ham også af begå sig i de finere kredse. I 1923 blev Luciano arresteret, da han forsøgte at sælge heroin til to betjente, der arbejdede forklædt som narkohandlere. Selvom han ikke blev dømt, var det et slag mod Lucianos rygte blandt de rige bekendte og kunder, at han var blevet taget som en gemen pusher. For at redde æren købte Luciano 200 dyre billetter til VM kampen i sværvægt mellem Jack Dempsey og Luis Firpo i The Bronx og forærede dem til top-gangstere og politikere. Rothstein tog herefter Luciano på en shoppetur til det dyre varehus Wanamaker's Department Store på Manhattan for at købe dyrt tøj, som han kunne have på til kampen. Strategien virkede, og Lucianos omdømme blev genskabt.
I 1925 havde Luciano indtægter på mere end $12 millioner dollars. Efter udgifter til bestikkelse af politi og politikere havde han indkomst på 4 millioner $. Luciano og hans partnere drev den største smugleroperation i New York og havde også aktiviteter i Philadelphia. Han importerede whisky fra Skotland, rom fra Caribien og whisky fra Canada. Sideløbende var Luciano beskæftiget med ulovligt spil.

## Opstigen og de sene 1920'ere og 1930'erne
Luciano blev hurtigt et af de ledende medlemmer i Masserias kriminelle organisation. Masseria var i modsætning til Rothstein uuddannet, havde dårlige manerer og manglede lederegenskaber. Mod slutningen af 1920'erne var Masserias væsentligste rival gansterbossen Salvatore Maranzano, der var ankommet fra Sicilien for at lede Castellammarese-klanen (senere Bonanno-familien). Maranzano afviste at betale procenter til Masseria. Striden mellem de to udviklede sig til et blodigt opgør, kaldet Castellammaresekrigen, der endte med at koste begge gangstere livet.
Både Masseria og Maranzano var af den traditionelle skole, der have påbegyndt deres kriminelle løbebane i Italien. De ville ikke samarbejde med andre end italienere og var skeptiske overfor at arbejde med andre en sicilianere. Luciano var i modsætning hertil villig til at arbejde med andre end italienere og var villig til at samarbejde med både irske og jødiske gangstere, så længe der var penge at tjene. Luciano brød sig ikke om at høre de traditionelle sicilianske mafiosi belære ham om, at hans nære ven Costello var en "beskidt calabrier".
Luciano begyndte hurtigt at knytte bånd til yngre gangstere, der var født i Italien, men havde påbegyndte deres kriminelle løbebane i USA. Gruppen omkring Luciano fik tilnavnet "The Young Turks" og de anså de gamle mafiosoers konservatisme for gammeldags og ødelæggende. Luciano ønskede at benytte de metoder, som han havde lært af Rothstein, til at opbygge kriminelle imperier. I takt med at Castellammakrigen udviklede sig kom gruppen til at omfatte flere fremtidige mafia-ledere, herunder Costello, Genovese, Albert Anastasia, Joe Adonis, Joe Bonanno, Carlo Gambino, Joe Profaci, Tommy Gagliano og Tommy Lucchese. The Young Turks mente, at deres chefers grådighed og konservative tilgang holdt dem hen i fattigdom, hvorimod de irske og jødiske gangstere blev rige. Lucianos vision var at danne et nationalt forbrydersyndikat, hvor gangstere fra de italienske, irske og jødiske kriminelle organisationer kunne slå deres ressourcer sammen og gøre organiseret kriminalitet til en lukrativ forretning for alle.
I oktober 1929 blev Luciano tvunget ind i en bil af tre mænd, hvor han blev overfaldet, stukket ned og hængt op i en bjælke i en lagerbygning i Staten Island. Han overlevede overfaldet, men fik et markant ar og et hængende øje. Overfaldsmændenes identitet er aldrig blevet afsløret, og da Luciano blev afhørt af politiet, forklarede han, at han ikke kendte overfaldsmændene. I 1953 hævdede Luciano, at det var politiet, der havde prøvet at få ham til at fortælle, hvor gangsteren Jack "Legs" Diamond opholdt sig. En anden forklaring er, at det var Maranzano, der havde beordret overfaldet. Overfaldet fik stor mediebevågenhed og gjorde Luciano kendt i bredere kredse i New York. Én af forklaringerne på Lucianos tilnavn "Lucky" var, at han overlevede overfaldet. En anden af flere forklaringer er, at Luciano fra 1916 til 1936 blev arresteret 25 gange for diverse anklager, men at han aldrig i perioden blev dømt for noget.

### Magtkamp
I begyndelsen af 1931 besluttede Luciano at likvidere Giuseppe "Joe the Boss" Masseria. Gangsterkrigen lagde pres på Masseria, og Luciano så en mulighed for at udskifte sin forbundsfælle. Luciano indgik en hemmelig aftale med Maranzano, hvor Luciano påtog sig at sørge for Masserias død og som belønning overtage Masserias forretning med opkrævning af beskyttelsespenge og at blive Maranzanos næstkommanderende. Den 15. april 1931 inviterede Luciano Masseria og to af Masserias mænd på frokost på en restaurant på Coney Island. Efter frokosten forlod Luciano bordet for at gå på toilettet, hvorefter fire gangstere - Vito Genovese, Albert Anastasia, Joe Adonis og Benjamin "Bugsy" Siegel – gik ind i restauranten og skød og dræbte Masseria. Efter aftale med Maranzano overtog Luciano herefter Masserias bande og blev Maranzanos næstkommanderende, hvilket afsluttede 'The Castellammarese War'.
Efter likvideringen af Masseria omorganiserede Maranzano de italiensk-amerikanske bander i New York City. Banderne blev inddelt i 'Fem familier', der hver især var ledet af Luciano, Profaci, Gagliano, Vincent Mangano og Maranzano. Maranzano lovede, at de fem familier ville være lige og frit stillet m.h.t. hvordan de ville tjene penge. På et senere møde mellem familiernes overhoveder erklærede Maranzano sig dog som capo di tutti capi ("chef for alle cheferne"), og Maranzano forfordelte de øvrige familiers beskyttelsespenge-aktiviteter for at begunstige sine egne aktiviteter inden for området. Luciano gav udtryk for at acceptere dette, men forberedte at eliminere Maranzano. Selvom Maranzano var noget mere moderne i sin tilgang end Masseria havde været, var Luciano af den opfattelse, at Maranzano var endnu mere grådig og traditionsbunden, end Masseria var.
I september 1931 anså Maranzano Luciano som en trussel, og han hyrede derfor den irske gangster Vincent "Mad Dog" Coll til at dræbe ham. Tommy Lucchese advarede imidlertid Luciano om, at han var på dødslisten. Den 10. september bad Maranzano Luciano og Genovese om at møde på sit kontor på 230 Park Avenue på Manhattan. Luciano var klar over, at Maranzano havde planlagt at dræbe dem og besluttede derfor at handle først. Luciano sendte derfor fire jødiske gangstere, som ikke var kendt af Maranzanos folk, over til kontoret på Park Avenue. Forklædt som politifolk afvæbnede de jødiske gangstere Maranzanos livvagter, hvorefter de stak Maranzano ned før end de skød ham. Med dem var Lucchese, der var med for at udpege Maranzano. Likvideringen var den første af den serie af drab, der senere blev kaldet "De sicilianske vesperes nat" (Night of the Sicilian Vespers).
Nogle dage senere, den 13. september, blev ligene af to af Maranzanos forbundsfæller, Samuel Monaco og Louis Russo, fundet ved Newark Bay. Samme dag blev lederen af mafiaen i Pittsburgh, Joseph Siragusa, dræbt af skud i sit hjem. Den 15. oktober forsvandt lederen af 'familien' i Los Angeles, Joe Ardizonne. Likvideringerne har givet stof til en myte om, at der blev dræbt op imod 20-90 personer ved "De sicilianske vesperes nat", men dette er blot en myte.

## Omorganisering af mafiaen
Ved Maranzanos død blev Luciano den mest betydningsfulde leder af organiseret kriminalitet i USA. Lucianos 'familie' kontrollerede de kriminelle aktiviteter i New York City, såsom ulovligt spil, afpresning, beskyttelsespenge, udlånsvirksomhed og narkosmugling og -salg, ligesom Luciano havde stor indflydelse i fagforeningerne, hvor han bl.a. kontrollerede havnearbejderne på Manhattan Waterfront, skraldemænd, tekstilarbejderne og transportsektoren.
På trods af at han reelt var "bossernes boss" (capo di tutti capi), var han modstander af denne betegnelse, da han mente, at en sådan position skabte problemer mellem familierne og gjorde ham til et potentielt mål for en eventuel udfordrer. Luciano ønskede i stedet at bevare kontrollen gennem organisationen The Commission og ved indgåelse af uformelle alliancer mellem de øvrige mafiabosser blandt de Fem familier i New York City. Luciano forfremmede sine mest betroede italienske allierede til fremtrædende poster i det, der nu blev kaldt 'Luciano-familien'. Genovese blev næstkommanderende ('underboss') og Costello 'consigliere'. Da Meyer Lansky og Bugsy Siegel ikke var italienere kunne de ikke få formelle poster i familien, men Lansky fungerede som betroet rådgiver og Siegel som en betroet medarbejder.

## The Commission
I 1931 grundlagde Luciano organisationen The Commission, der skulle være et koordinerende organ for organiseret kriminalitet. The Commission skulle afgøre interne uenigheder og fordele de forskellige territorier til de kriminelle familier. Lucianos mål med organisationen var at hindre fremtidige bandekrige og samtidig fastholde hans indflydelse over familierne.
The Commission bestod oprindeligt af repræsentanter for de Fem familier i New York City, den kriminelle familie i Buffalo og Al Capones Chicago Outfit. Efterfølgende optog man familierne fra Los Angeles, Philadelphia, Detroit og Kansas City. The Commission tillod tillige, at de irske og jødiske gangstere i New York City var repræsenteret i organisationen. Formelt havde alle medlemmer at The Commission samme stemmeret og indflydelse, men reelt kontrollerede Luciano og hans allierede organisationen.
Organisationens første store prøve stod i 1935, da den forlangte, at gangsteren Dutch Schultz opgav sine planer om at likvidere specialanklager ved New Yorks anklagemyndighed Thomas E. Dewey. Luciano mente, at et drab på Dewey ville medføre en voldsom reaktion fra politiet; hidtil havde det været en uskreven regel, at de kriminelle miljøer ikke angreb politifolk og anklagere. Schultz ville dog ikke acceptere The Commissions påbud om at opgive planerne om drab på Dewey, og han meddelte, at han indenfor tre dage ville dræbe enten Dewey eller Deweys assistent. Herefter tog The Commission beslutning om at likvidere Schultz. Luciano havde etableret et netværk af lejemordere, i pressen kaldet Murder, Inc. (“Mord A/S”), og The Commission bad herefter lederen af netværket, gangsteren Louis "Lepke" Buchalter, om at sørge for at Schultz blev dræbt. Den 24. oktober 1935, inden Schultz havde dræbt Dewey eller dennes assistent, blev Schultz skudt på en restaurant i Newark.

## Tiltale og dom
I begyndelsen af 1930’erne begyndte Lucianos forbryder-‘familie’ aktiviteter indenfor menneskehandel og prostitution i New York City. I juni 1935 udpegede guvernør Herbert H. Lehman Thomas E. Dewey til specialanklager med fokus på organiseret kriminalitet i byen. Dewey og Deweys medarbejdere påbegyndte bl.a. en efterforskning mod kriminelle bagmænd i prostitutionsmiljøet, herunder Luciano.
I februar 1936 blev efter et større forarbejde gennemført en større razzia mod 200 bordeller på Manhattan og i Brooklyn, hvor der blev arresteret mere end hundrede personer. I modsætning til tidligere sager blev de anholdte dog ikke kort efter løsladt mod kaution, idet kautionen for løsladelse blev fastsat til 10.000 dollars, hvilket langt oversteg de anholdtes økonomiske formåen. Udsigten til et længere fængselsophold fik nogle af de anholdte til at afgive vidneudsagn i sagen, og i løbet af marts 1936 var der afgivet flere vidneudsagn, der belastede Luciano. Luciano modtog et tip om, at en anholdelse var forestående og tog til Hot Springs i Arkansas, men blev genkendt og efter juridiske tovtrækkerier udleveret i april måned til New York til retsforfølgning. Forinden har ukendte personer tilbudt chefanklageren i Arkansas 50.000$ for at droppe udleveringssagen, hvilket dog mislykkedes, da anklageren rapporterede forsøget på bestikkelse.
Det lykkedes Dewey under retssagen at få Luciano dømt for alfonseri og 62 tilfælde af tvungen prostitution, Den 7. juni blev Luciano kendt skyldig i 62 tilfælde af tvungen prostitution, og den 18. juni 1936 blev Luciano idømt 30 til 50 års fængsel.

### Ophold i fængsel
Luciano ledte fortsat Luciano-familien fra fængslet, først gennem Vito Genovese og senere, da Genovese i 1937 måtte flygte til Napoli efter at være blevet eftersøgt for drab, gennem sin 'consigliere', Costello. Luciano blev først indsat i fængslet Sing Sing lidt nord for New York City, men blev i 1936 overført til Clinton Correctional Facility i Dannemora beliggende langt fra New York City tæt ved den canadiske grænse. I Clinton fik Luciano stillet et køkken til sin private rådighed, hvor Betillo kunne lave mad til ham. Luciano brugte sin indflydelse på at få opført en kirke.
Luciano søgte løbende at appellere sin dom, men den 10. oktober 1938 afviste USA's højesteret at genoptage sagen, hvorefter Luciano trådte tilbage som leder af familien, hvorefter Costello formelt overtog ledelsen.

## 2. verdenskrig, løsladelse og deportering
Under 2. verdenskrig indgik den amerikanske regering en aftale med Luciano, mens han afsonede sin dom. I 1942 var den amerikanske flådes efterretningsvæsen bekymret over risikoen for, at italienske og tyske agenter kom ind i USA gennem havnene i New York og for sabotage i havnene. Det var alment kendt, at mafiaen kontrollerede havnene, hvorfor US Navy tog kontakt til Lansky for at få en aftale med Luciano, der i den forbindelse blev flyttet til fængslet Great Meadow Correctional Facility i Comstock, der lå tættere på New York City. Luciano, US Navy og delstaten New York indgik herefter en aftale om formildelse af Lucianos straf, såfremt han og hans organisation leverede efterretninger til flåden. Lucianos nære allierede Albert Anastasia, der kontrollerede fagforeningerne på havnefronten, forpligtede sig til at undlade strejker under krigen. Som led i forberedelsen af den allierede invasion af Sicilien i 1943 gav Luciano formentlig efterretninger til hæren om kontakter i den sicilianske mafia.
Omfanget og værdien af Lucianos samarbejde med de amerikanske myndigheder under krigen er omdiskuteret. I 1947 forklarede den ansvarlige flådeofficer for samarbejdet med mafiaen, at værdien havde været begrænset og "ordinær", hvorimod Thomas E. Dewey, der i mellemtiden var blevet guvernør i New York, i 1954 oplyste, at Luciano havde leveret mange vigtige efterretninger og ydelser til efterretningstjenesten.
Som belønning for samarbejdet benådede Thomas E. Dewey Luciano på betingelse af, at han accepterede at blive deporteret til Italien. Luciano accepterede aftalen, og den 10. februar 1946 sejlede han fra Brooklyn mod Napoli i Italien, efter at han aftenen før havde spist et måltid spaghetti på skibet med Anastasia og fem andre gæster. Luciano så aldrig USA igen. Ved ankomsten til Napoli fortalte Luciano journalister, at han formentlig ville bosætte sig på Sicilien.

## Havanakonferencen
I oktober 1946 flyttede Luciano til Havana i Cuba. Luciano rejste i hemmelighed med et fragtskib fra Napoli til Caracas i Venezuela, hvorefter han tog et fly til Rio de Janeiro, og videre til Mexico City og tilbage til Caracas, hvorfra han med et privatfly tog til Camaguey på Cuba. Fra Camaguey kørte han med bil til Havana. Lucianos mål var at komme tættere på USA, således at han kunne genvinde kontrollen med den den amerikanske mafia og eventuelt vende hjem til USA, hvor han var vokset op. Lansky var allerede en af de større investorer i hoteller og kasinoer i Cuba.
I 1946 indkaldte Lansky til et møde i december i Havana mellem overhovederne af de største mafiafamilier, et møde der siden er kaldet Havanakonferencen. Det officielle formål med mødet var at se sangeren Frank Sinatra optræde. Den reelle grund var imidlertid at diskutere mafiaens forretninger med deltagelse af Luciano. Der blev drøftet tre emner: Handel med heroin, spil og kasinoer i Cuba og hvad mafiaen skulle gøre med Bugsy Siegel og dennes problemer med Flamingo Hotel i Las Vegas. Konferencen fandt sted på Hotel Nacional de Cuba og varede godt en uge.
Kort efter konferencen begyndte, opdagede de amerikanske myndigheder, at Luciano var i Cuba. Luciano havde offentligt ladet sig se sammen med Sinatra, ligesom han havde besøgt flere natklubber, så hans tilstedeværelse var ingen hemmelighed i Havana. De amerikanske myndigheder lagde pres på den cubanske regering for at få dem til at udvise Luciano. Den 23. februar 1947 meddelte den cubanske regering, at Luciano var tilbageholdt og at han ville blive deporteret, og umiddelbart efter blev han sendt med skib til Genova i Italien.

## Aktiviteter i Italien
Efter Lucianos rejse til Cuba opholdt han sig i Italien under tæt overvågning af politiet resten af hans liv. Da han ankom til Genova den 11. april 1947, blev han arresteret af politiet og indsat i et fængsel i Palermo. Den 11. maj blev han løsladt fra fængslet med et pålæg om at holde sig væk fra kriminalitet.
I begyndelsen af juli 1949 arresterede Roms politi Luciano på mistanke om medvirken til at sende narko til New York, men den 15. juli blev han løsladt igen, uden at der blev rejst tiltale. Myndighederne forbød ham at besøge Rom. Han blev tilbageholdt den 9. juni 1951 i Napoli og afhørt over 20 timer på grundlag af mistanke om at have indført $57,000 i kontanter og en bil til Italien i strid med landets valuta- og importrestriktioner, men blev løsladt uden at der blev rejst tiltale.
I 1952 inddrog den italienske regering Lucianos pas efter pres fra de amerikanske og canadiske myndigheder. Den 1. november 1954 fastsatte de italienske myndigheder restriktioner gældende for to år for Lucianos færden. Han blev pålagt at melde sig til politiet hver søndag og til at overnatte i eget hjem og ikke at forlade Napoli uden tilladelse. Som begrundelse for restriktionerne blev henvist til Lucianos mulige involvering i narkosmugling.

## Magtkamp i USA
I 1957 følte Genovese sig sikker nok til at udfordre Luciano og Lucianos højre hånd, Frank Costello. Genovese fik hjælp fra Anastasia-familiens næstkommanderende, Carlo Gambino. På Genoveses ordre skød gangsteren Vincent "Chin" Gigante den 2. maj 1957 Costello i hovedet i lobbyen i den ejendom ved Central Park, hvor Costello boede. Straks efter skudepisoden forlod Gigante gerningsstedet i den formodning, at han havde dræbt Castello. Kuglen havde dog ikke forårsaget væsentlig skade på Costello. Costello nægtede at samarbejde med politiet, men Gigante blev kort efter arresteret for drabsforsøg. Gigante blev frifudnet under retssagen og takkede Genovese i retssalen efter frifindelsen. Costello fik lov til at trække sig tilbage mod at overlade kontrollen over de kriminelle aktivitet til Genovese. Luciano var uden indflydelse til at forhindre det. Den 25. oktober 1957 arrangerede Genovese og Gambino drabet på Anastasia, en anden af Lucianos støtter.
Efter drabet på Anastasia indkaldte Genovese måneden efter til et møde mellem mafiabosserne i Apalachin i staten New York for at opnå godkendelse af overtagelsen af Luciano-familien. Mødet i Apalachin blev dog en fiasko, da politiet afbrød mødet og anholdt mere en 65 højtstående mafiamedlemmer. Anholdelserne bragte de anholdte i offentlighedens søgelys, og flere blev stillet for retten. Flere af familierne var rasende og gav Genovese skylden for katastrofen, hvilket gav mulighed for Genoveses modstandere.
Gambino havde frafaldet sin støtte til Genovese, og efter mødet i Apalachin mødtes Costello, Luciano og Gambino på et Hotel i Palermo. Efter mødet betalte Luciano angiveligt $ 100.000 til en amerikansk narkohandler for at sætte en fælde op i en narkohandel. Den 4. april 1959 blev Genovese dømt i New York City for forsøg på overtrædelse af narkolovene og blev idømt 15 års fængsel. I tiden indtil sin død i 1969 forsøgte han at drive sin mafia-familie fra fængslet. Med Genovese ude af spillet blev Gambino den mest indflydelsesrige person i Cosa Nostra.

## Død og eftermæle
Luciano døde den 26. januar 1962 af et hjerteanfald i Napolis lufthavn. Han var taget til lufthavnen for at møde den amerikanske filmproducent Martin Gosch om en filmatisering af Lucianos liv. Luciano havde tidligere afvist at bidrage til en film om sig selv, da han ikke ville tirre de andre mafiabosser, men efter hustruen Igea Lissonis død havde han åbnet op for muligheden. Efter mødet med Gosch fik Luciano et hjerteanfald og døde. Han vidste ikke, at italiensk politi havde fulgt efter ham til lufthavnen for at anholde ham for narkosmugling.
Tre dage senere samledes mere end 300 mennesker til et begravelsesoptog i Napoli, hvor Lucianos kiste blev trukket gennem Napolis gader i sort hestetrukken rustvogn. USAs myndigheder tillod, at familien kunne få liget udleveret til begravelse i New York, hvor han blev begravet ved Saint John's Cemetery i Middle Village i New York-bydelen Queens. Mere end 2.000 mødte op til begravelsen, hvor Lucianos mangeårige ven Gino Gambino holdt tale.
Gambino var den eneste mafiaboss, der ligesom Luciano opnåede fuld kontrol med 'The Commission' og derved samtlige mafiafamilier i USA. I populærkulturen er ofte drøftet, hvorvidt Luciano eller Al Capone har haft størst betydning inden for den organiserede kriminalitet i USA. Al Capones meget omtalte aktiviteter med sin organisation Chicago Outfit gjorde Capone velkendt, men Capone havde ikke den indflydelse, som Luciano opnåede gennem skabelsen og kontrollen med 'The Commission'. Det amerikanske magasin TIME karakteriserede i 1998 Luciano som en "kriminel mastermind" blandt de 20 mest indflydelsesrige personer i det 20. århundrede.

## Privatliv
Luciano mødte i 1929 Gay Orlova, der var danser på en af Broadways førende natklubber. Parret var uadskillelige indtil Luciano blev idømt fængsel, men de blev aldrig gift. I begyndelsen af 1948 mødte han Igea Lissoni, en 20 år yngre ballerina fra Milano, som han senere omtalte som sit livs kærlighed. De flyttede sammen i sommeren 1948. Det er uklart, om parret nogensinde blev gift. Luciano og Lissoni boede sammen i Lucianos hus i Napoli. Han havde affærer med andre kvinder, hvilket udløste mange skænderier mellem parret, hvorunder Luciano til tider var voldelig overfor hende. Lissoni døde af brystkræft i 1959.
Luciano fik aldrig børn. Han udtalte herom på et tidspunkt: "Jeg ville ikke have at min søn skulle gå i gennem livet som søn af gangsteren Luciano. Det er noget, som jeg stadig hader Dewey for; at han gjorde mig til en gangster i verdens øjne."

## I populærkulturen
Film
- Deporteret (1950) – En film løst baseret på Lucianos liv med hovedrolle spillet af Jeff Chandler
- Valachi-sagen (1972) – En film løst baseret på bl.a. Lucianos og Genoveses liv. Lucianos spilles af Angelo Infanti[73]
- Lucky Luciano (1973) – Luciano spilles af Gian Maria Volonté[74]
- Lepke (1975) – Luciano spilles af Vic Tayback[75]
- Brass Target (1978) Luciano spilles af Lee Montague
- The Cotton Club (1984) – Luciano spilles af Joe Dallesandro[76]
- Mobsters (1991) – Luciano spilles af Christian Slater[77]
- Bugsy (1991) – Luciano spilles af Bill Graham[78]
- Billy Bathgate (1991) – Luciano spille af Stanley Tucci[79]
- White Hot: The Mysterious Murder of Thelma Todd (TV 1991) – Luciano spilles af Robert Davi[80]
- The Outfit (1993) – Luciano spilles af Billy Drago[81]
- Hoodlum (1997) – Luciano spilles af Andy García[82]
- Bonanno: A Godfather's Story (TV 1999) – Luciano spilles af Vince Corazza[83]
- Lansky (TV 1999) – Luciano spilles af Anthony LaPaglia[84]
- The Real Untouchables (TV 2001) – Luciano spilles af David Viggiano[85]

TV-serier
- The Untouchables (1959–1962) – Luciano spilles af Robert Carricart[86]
- The Witness (1960–1961) – Luciano spilles af Telly Savalas[87]
- The Gangster Chronicles (1981) – Luciano spilles af Michael Nouri[88]
- Boardwalk Empire (2010–2014) – Luciano spilles af Vincent Piazza[89]
- The Making of the Mob: New York (2015) – Luciano spilles af Rich Graff[90]

Bøger
- Luciano's Luck, Jack Higgins (1981). Fiktion baseret på Lucianos angivelige indsats under 2. verdenskrig.
- The Last Testament of Lucky Luciano, Martin A. Gosch og Richard Hammer (1975). Semi-autobiografi, baseret på Lucianos liv som fortalt af ham.[91]
- Live by Night, Dennis Lehane (2012). Luciano indgår som en biperson i historien om den fiktive gangster Joe Coughlin. Han nævnes også i opfælgeren "World Gone By".